# Giovanni van Bronckhorst
Ridder Giovanni Christiaan van Bronckhorst OON (Pronunciació neerlandesa:[dʒoʊˈvɑni vɑn ˈbrɔŋkhɔrst]; nascut el 5 de febrer de 1975 a Rotterdam), conegut com a Gio a Espanya, és un exfutbolista neerlandès d'ascendència oceànica que va ser capità per la selecció nacional de Països Baixos des de l'agost de 2008.

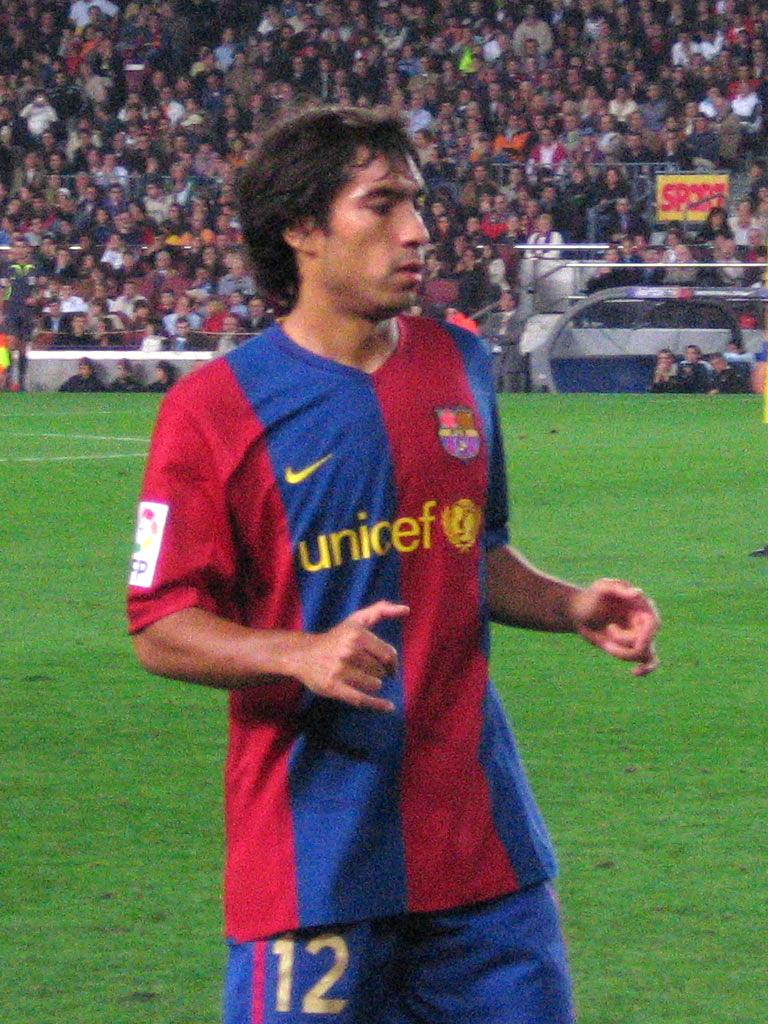
Gio jugant amb el Barça, el 2006.

Durant la seva carrera, Van Bronckhorst ha jugat pel RKC Waalwijk (1993–94), pel Feyenoord (1994–98), pel Rangers FC (1998–2001), per l'Arsenal FC (2001–03), pel FC Barcelona (2003-07), i una altra vegada pel Feyenoord (2007-10). Fou un jugador clau durant la bona temporada i victòria del F.C. Barcelona en la Lliga de Campions de la UEFA 2005-06, sent a l'onze inicial de la final contra el seu antic club, l'Arsenal FC, havent jugat tots els partits de la Lliga de Campions del Barcelona durant aquesta temporada.
Va jugar més de 100 partits internacionals per la selecció neerlandesa, i va representar el seu país en tres Copes del món de futbol (1998, 2006 i 2010), com també Campionats d'Europa de futbol (2000, 2004 i 2008). Després de la Final de la Copa del Món 2010, va ser elegit a l'Orde d'Orange-Nassau.
Després d'actuar com a assistent de la selecció sub-21 holandesa i del Feyenoord, Van Bronckhorst es va convertir en entrenador del primer equip del Feyenoord el maig de 2015. Va guanyar la Copa KNVB en la seva primera temporada i el primer títol de l'Eredivisie del club durant 18 anys l'any 2017.